# Giải vô địch bóng đá châu Âu 2004 (vòng loại)
Vòng loại Giải vô địch bóng đá châu Âu 2004 (UEFA Euro 2004) được tổ chức từ ngày 7 tháng 9 năm 2002 đến ngày 19 tháng 11 năm 2003.
50 đội được chia vào 10 bảng đấu, thi đấu hai lượt (lượt đi và lượt về) trên sân khách và sân nhà. 10 đội đứng đầu mỗi bảng sẽ giành vé trực tiếp dự UEFA Euro 2004, 10 đội đứng nhì mỗi bảng sẽ tham dự hai lượt trận play-off để chọn ra 5 đội cuối cùng dự UEFA Euro 2004 cùng với 10 đội đầu bảng và nước chủ nhà Bồ Đào Nha.

## Các đội vượt qua vòng loại

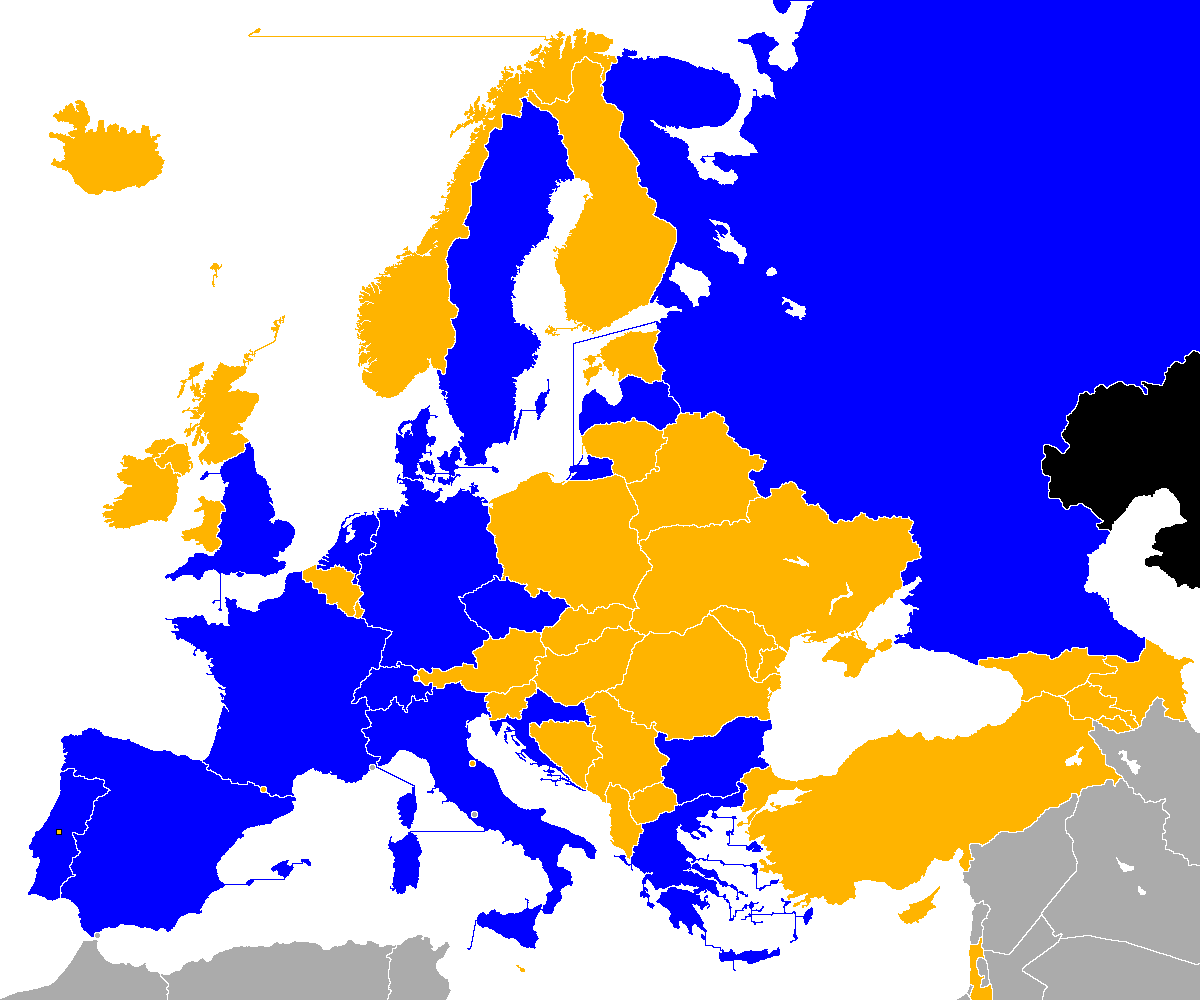
Vượt qua vòng loại
Không vượt qua vòng loại
Không tham dự vòng loại
Không phải là thành viên của UEFA

| Đội          | Tư cách        | Thời điểm vượt qua vòng loại | Số lần tham dự trước đây                           |
| ------------ | -------------- | ---------------------------- | -------------------------------------------------- |
| Bồ Đào Nha   | Chủ nhà        | 12 tháng 10 năm 1999         | 3 (1984, 1996, 2000)                               |
| Pháp         | Nhất bảng 1    | 10 tháng 9 năm 2003          | 5 (1960, 1984, 1992, 1996, 2000)                   |
| Cộng hòa Séc | Nhất bảng 3    | 10 tháng 9 năm 2003          | 5 (1960, 1976, 1980, 1996, 2000)                   |
| Thụy Điển    | Nhất bảng 4    | 10 tháng 9 năm 2003          | 2 (1992, 2000)                                     |
| Bulgaria     | Nhất bảng 8    | 10 tháng 9 năm 2003          | 1 (1996)                                           |
| Đan Mạch     | Nhất bảng 2    | 11 tháng 10 năm 2003         | 6 (1964, 1984, 1988, 1992, 1996, 2000)             |
| Đức          | Nhất bảng 5    | 11 tháng 10 năm 2003         | 8 (1972, 1976, 1980, 1984, 1988, 1992, 1996, 2000) |
| Hy Lạp       | Nhất bảng 6    | 11 tháng 10 năm 2003         | 1 (1980)                                           |
| Anh          | Nhất bảng 7    | 11 tháng 10 năm 2003         | 6 (1968, 1980, 1988, 1992, 1996, 2000)             |
| Ý            | Nhất bảng 9    | 11 tháng 10 năm 2003         | 5 (1968, 1980, 1988, 1996, 2000)                   |
| Thụy Sĩ      | Nhất bảng 10   | 11 tháng 10 năm 2003         | 1 (1996)                                           |
| Croatia      | Thắng play-off | 19 tháng 11 năm 2003         | 1 (1996)                                           |
| Latvia       | Thắng play-off | 19 tháng 11 năm 2003         | 0 (lần đầu)                                        |
| Hà Lan       | Thắng play-off | 19 tháng 11 năm 2003         | 6 (1976, 1980, 1988, 1992, 1996, 2000)             |
| Tây Ban Nha  | Thắng play-off | 19 tháng 11 năm 2003         | 6 (1964, 1980, 1984, 1988, 1996, 2000)             |
| Nga          | Thắng play-off | 19 tháng 11 năm 2003         | 7 (1960, 1964, 1968, 1972, 1988, 1992, 1996)       |

1. ↑  In đậm chỉ năm đội đó vô địch. In nghiêng chỉ năm đội đó là nước chủ nhà.
2. ↑  Từ năm 1960 đến năm 1980, Cộng hòa Séc tham dự giải với tên gọi là Czechoslovakia.
3. ↑  Từ năm 1972 đến năm 1988, Đức tham dự giải với tên gọi là Tây Đức.
4. ↑  Từ năm 1960 đến năm 1988, Nga tham dự giải đấu với tên gọi Liên Xô và năm 1992 tham dự với tên gọi CIS.

## Thể thức
Nếu hai hay nhiều đội bằng điểm nhau khi các bảng đấu đã thi đấu đủ số trận, các tiêu chí sau đây sẽ được áp dụng để xác định thứ hạng:
1. Điểm số giữa các đội bằng điểm khi đối đầu với nhau.
2. Hiệu số bàn thắng bại giữa các đội bằng điểm khi đối đầu với nhau.
3. Số bàn thắng ghi được giữa các đội bằng điểm khi đối đầu với nhau.
4. Số bàn thắng ghi được trên sân khách giữa các đội bằng điểm khi đối đầu với nhau.
5. Nếu hai hoặc nhiều đội vẫn có thứ hạng bằng nhau thì sẽ áp dụng lại từ tiêu chí (1) đến tiêu chí (4), nếu vẫn chưa xác định được thứ hạng thì sẽ áp dụng tiêu chí (6) và tiêu chí (7).
6. Kết quả các trận tại bảng đấu:
  1. Hiệu số bàn thắng bại
  2. Số bàn thắng ghi được
  3. Số bàn thắng ghi được trên sân khách
  4. Điểm fair-play
7. Bốc thăm.

## Hạt giống
Lễ bốc thăm diễn ra vào ngày 25 tháng 11 năm 2002 tại Santa Maria da Feira, Bồ Đào Nha. 50 đội được chia thành 5 nhóm hạt giống dựa trên Hệ số các đội tuyển quốc gia của UEFA (Hệ số UEFA) được công bố vào năm 2001. Hệ số UEFA được tính dựa trên số điểm mỗi trận của các đội tại Vòng loại EUFA 2000 và Vòng loại Giải vô địch bóng đá thế giới 2002 (khu vực châu Âu). Danh sách các đội hạt giống có một số sự thay đổi nhỏ:
- Pháp (hạng 11) được xếp vào nhóm hạt giống thứ nhất với tư cách là đội đương kim vô địch. Do đó, các đội xếp trên Pháp (từ 1 đến 10) tự động lùi xuống một bậc trên bảng xếp hạng.
- Bồ Đào Nha (hạng 4) không được xếp hạng hạt giống do đã vượt qua vòng loại với tư cách đội chủ nhà. Do đó, các đội xếp dưới Bồ Đào Nha đều thăng hạng cao hơn một bậc so với vị trí xếp hạng của họ.

10 bảng đấu được bốc thăm từ mỗi đội trong từng nhóm hạt giống (từ nhóm A đến nhóm E).
Các đội được in đậm tham dự VCK UEFA 2004 trực tiếp, các đội được in đậm nghiêng tham dự giải sau khi vượt qua vòng play-off và các đội được in nghiêng không được tham dự giải sau khi đã thất bại ở vòng play-off.
| Đội                  | Hệ số | Hạt giống |
| -------------------- | ----- | --------- |
| Pháp (title holders) | 2,10  | 1         |
| Thụy Điển            | 2,67  | 2         |
| Tây Ban Nha          | 2,56  | 3         |
| Cộng hòa Séc         | 2,50  | 4         |
| Đức                  | 2,25  | 5         |
| Cộng hòa Ireland     | 2,22  | 6         |
| România              | 2,22  | 7         |
| Ý                    | 2,19  | 8         |
| Bỉ                   | 2,12  | 9         |
| Thổ Nhĩ Kỳ           | 2,11  | 10        |

| Đội      | Hệ số | Hạt giống |
| -------- | ----- | --------- |
| Nga      | 2,10  | 11        |
| Croatia  | 2,06  | 12        |
| Nam Tư   | 2,00  | 13        |
| Hà Lan   | 2,00  | 14        |
| Đan Mạch | 2,00  | 15        |
| Ba Lan   | 1,89  | 16        |
| Anh      | 1,88  | 17        |
| Ukraina  | 1,85  | 18        |
| Slovenia | 1,85  | 19        |
| Scotland | 1,83  | 20        |

| Đội      | Hệ số | Hạt giống |
| -------- | ----- | --------- |
| Na Uy    | 1,75  | 21        |
| Áo       | 1,75  | 22        |
| Slovakia | 1,70  | 23        |
| Israel   | 1,56  | 24        |
| Thụy Sĩ  | 1,55  | 25        |
| Iceland  | 1,40  | 26        |
| Bulgaria | 1,39  | 27        |
| Phần Lan | 1,37  | 28        |
| Hy Lạp   | 1,22  | 29        |
| Hungary  | 1,11  | 30        |

| Đội                  | Hệ số | Hạt giống |
| -------------------- | ----- | --------- |
| Síp                  | 1,11  | 31        |
| Bosna và Hercegovina | 1,05  | 32        |
| Belarus              | 1,00  | 33        |
| Wales                | 1,00  | 34        |
| Estonia              | 0,95  | 35        |
| Latvia               | 0,94  | 36        |
| Bắc Ireland          | 0,89  | 37        |
| Macedonia            | 0,83  | 38        |
| Gruzia               | 0,83  | 39        |
| Litva                | 0,72  | 40        |

| Đội            | Hệ số | Hạt giống |
| -------------- | ----- | --------- |
| Armenia        | 0,65  | 41        |
| Albania        | 0,55  | 42        |
| Moldova        | 0,55  | 43        |
| Quần đảo Faroe | 0,50  | 44        |
| Azerbaijan     | 0,45  | 45        |
| Liechtenstein  | 0,22  | 46        |
| Malta          | 0,05  | 47        |
| San Marino     | 0,05  | 48        |
| Luxembourg     | 0,00  | 49        |
| Andorra        | 0,00  | 50        |

Note: Hệ số UEFA đã tự động tính đến thứ hạng của các đội khi một số đội chỉ tham dự một trong hai giải đấu vòng loại trước đó. Do Bỉ và Hà Lan tham dự Giải vô địch bóng đá châu Âu 2000 với tư cách là đồng chủ nhà (không tham dự Vòng loại) nên Hệ số UEFA chỉ tính đến thành tích tại Vòng loại Giải vô địch bóng đá thế giới 2002 của họ. Pháp cũng tự động đủ điều kiện tham dự Giải vô địch bóng đá thế giới 2002 với tư cách là Nhà vô địch Giải vô địch bóng đá thế giới 1998, nghĩa là Hệ số chỉ sử dụng kết quả tại Vòng loại UEFA Euro 2000 cho Pháp.

## Bảng tóm tắt kết quả
| Bảng 1                 | Bảng 2                                        | Bảng 3                   | Bảng 4                          | Bảng 5                             | Bảng 6                            | Bảng 7                                 | Bảng 8                   | Bảng 9                                         | Bảng 10                               |
| ---------------------- | --------------------------------------------- | ------------------------ | ------------------------------- | ---------------------------------- | --------------------------------- | -------------------------------------- | ------------------------ | ---------------------------------------------- | ------------------------------------- |
| · Pháp                 | · Đan Mạch                                    | · Cộng hòa Séc           | · Thụy Điển                     | · Đức                              | · Hy Lạp                          | · Anh                                  | · Bulgaria               | · Ý                                            | · Thụy Sĩ                             |
| · Slovenia             | · Na Uy                                       | · Hà Lan                 | · Latvia                        | · Scotland                         | · Tây Ban Nha                     | · Thổ Nhĩ Kỳ                           | · Croatia                | · Wales                                        | · Nga                                 |
| · Israel · Síp · Malta | · România · Bosna và Hercegovina · Luxembourg | · Áo · Moldova · Belarus | · Ba Lan · Hungary · San Marino | · Iceland · Litva · Quần đảo Faroe | · Ukraina · Armenia · Bắc Ireland | · Slovakia · Macedonia · Liechtenstein | · Bỉ · Estonia · Andorra | · Serbia và Montenegro · Phần Lan · Azerbaijan | · Cộng hòa Ireland · Albania · Gruzia |